# Teotônio Vilela
Teotônio Vilela is een gemeente in de Braziliaanse deelstaat Alagoas. De gemeente telt 41.935 inwoners (schatting 2009).

## Aangrenzende gemeenten
De gemeente grenst aan Campo Alegre, Junqueiro, Jequiá da Praia, Coruripe en Penedo.

## Verkeer en vervoer
De plaats ligt aan de noord-zuidlopende weg BR-101 tussen Touros en São José do Norte. Daarnaast ligt ze bij de weg AL-105.